# Gunther Barth
Gunther Barth (* 19. August 1915 in Zwickau; † 1988 in Gießen) war ein deutscher Radiologe und Hochschullehrer.

## Leben
Nach dem Schulbesuch studierte Barth Medizin und promovierte 1940 an der Universität Leipzig zum Dr. med. und im selben Jahr an der Universität München zum Dr. rer. nat. 1952 wurde er Privatdozent an der Universität Erlangen. 1958 erfolgte seine Ernennung zum außerplanmäßigen Professor und 1960 zum ordentlichen Professor für Strahlenheilkunde und Direktor der Wilhelm-Conrad-Röntgenklinik an der Universität Gießen.
Barth war u. a. Mitglied der Deutschen Röntgengesellschaft und der Bayerischen Röntgengesellschaft.

## Schriften (Auswahl)
- Über einen besonderen Fall von Schilddrüsencarcinom. München [1940].
- Über einen besonderen Fall von Schilddrüsencarcinom. Stuttgart 1940.
- (mit Felix Wachsmann): Die Bewegungsbestrahlung. Thieme, Stuttgart 1953.
- (Mitautor): Roentgenterapia di movimento. Roma 1955.
- Felix Wachsmann zum 65. Geburtstag. Strahlentherapie 138, S. 765–766, 1969. Urban & Schwarzenberg, München, Berlin, Wien.